# Liste der Monuments historiques in Saint-Pierre-lès-Bitry
Die Liste der Monuments historiques in Saint-Pierre-lès-Bitry führt die Monuments historiques in der französischen Gemeinde Saint-Pierre-lès-Bitry auf.

## Liste der Bauwerke
| Bezeichnung      | Beschreibung | Standort | Kennzeichnung | Schutzstatus | Datum | Bild           |
| ---------------- | ------------ | -------- | ------------- | ------------ | ----- | -------------- |
| Kirche St-Pierre |              | (Lage)   | PA00114873    | Classé       | 1920  | weitere Bilder |